# Chaeng Mean Chey (gmina)
Chaeng Mean Chey – gmina (khum) w zachodniej Kambodży, w prowincji Bătdâmbâng, w dystrykcie Banan. Stanowi jedną z 8 gmin dystryktu.

## Miejscowości
Na obszarze gminy położonych jest 7 miejscowości:
- Boh Khnor
- Chaeng
- Changhour Svay
- Doang
- Kampong Kol Thmei
- Rung
- Thngor